# Bildwissenschaft
Bildwissenschaft (auch Bildmedienwissenschaft, Bildforschung oder Visualistik) ist eine Wissenschaft, die aus unterschiedlichen wissenschaftlichen Disziplinen hervorgegangen ist und sich zunehmend fachübergreifend mit dem Phänomen Bild in jedem Medium und in jeder Form beschäftigt.
Im angelsächsischen Raum entsprechen ihr näherungsweise Fächer wie die visual (culture) studies.

## Gegenstandsbereiche, Theorien und Methodik
Bildwissenschaft versucht in fächerübergreifender Zusammenarbeit zu klären, was Bildsein und Bildverwendung in einem allgemeineren Sinne bedeuten. Sie steht für unterschiedliche Fragestellungen und Ansätze (hermeneutisch, historisch-kritisch, gestalterisch, medientechnisch u. a.) und damit eher für ein Problemfeld als für eine institutionell verankerte, eng umrissene oder grundständig studierbare Disziplin.
Zum Zwecke gegenseitigen Verständnisses der wissenschaftlichen Disziplinen versucht sie zu ermitteln, was die unterschiedlichen, bildbezogenen und bildverwendenden Wissenschaften unter dem Begriff „Bild“ verstehen.
Eine Definition des Begriffs erweist sich aufgrund der Übergänge zu anderen Symbolisierungsformen (Schrift, Zahl), aufgrund der historischen Transformation und Ausdifferenzierung des Bildes in technisch-medialer Hinsicht und der damit einhergehenden Bedeutungsverschiebungen (Bild als plastisches Kultbild, zweidimensionale Bildtafel, elektronisches TV-Bild, virtueller Bildraum) als problematisch, noch dazu im Hinblick auf die Schwierigkeit einer Übertragung des Begriffs in andere Landessprachen (Grau 2003, Schulz 2005, Bruhn 2008). Immerhin zeigt sich aber, dass mit dem Blick auf Bilder jenseits des autonomen Kunstwerks (im Sinne des 19. Jahrhunderts) eine Verschiebung von Bewertungen einhergehen kann, welche die Aufmerksamkeit für weniger beachtete Bildformen erhöht (Elkins 1999).
Im Fokus des Interesses einer interdisziplinären Bildwissenschaft stehen nicht einzelne Bilder oder Kunstwerke; sie richtet sich vielmehr auf die menschliche Fähigkeit, Bilder gezielt zu erzeugen und als Kommunikationsmedium einzusetzen und sie wahrnehmen (rezipieren) und verwenden zu können. Bildwissenschaft schließt dabei auch die Auswirkungen mit ein, welche die Herstellung und Verwendung von Bildern unterschiedlicher Machart auf den Menschen, sein Verhalten und seine Kultur haben. Der Bildwissenschaft liegt dabei ein erweiterter Bild-Begriff zugrunde, welcher alle Arten von Bildern und deren unterschiedliche Nutzungszusammenhänge mit einschließt (z. B. Werbung, Kunstwerk, Propagandafilm). Der Forschungsgegenstand „Bild“ geht dabei über materielle Bildwerke (z. B. Skulptur und Malerei) hinaus und schließt ausdrücklich auch analog und virtuell verbreitete Bilder (z. B. Film, Internet), sowie immaterielle Bilder u. Vorstellungen (z. B. Stereotype und Vorurteile) mit ein.
Bildwissenschaft als eigenständige Disziplin wird dabei häufig als Ergänzung, teils aber auch als Konkurrenz zu älteren Ansätzen innerhalb der am Aufbau einer allgemeingültigen Bildwissenschaft vertretenen wissenschaftlichen Disziplinen (u. a. Kunstgeschichte, Archäologie, Philosophie, Psychologie, Volkskunde/Europäische Ethnologie, Soziologie, Medienwissenschaft, Kommunikationswissenschaft, Filmwissenschaft etc.) wahrgenommen. Rolle, Legitimation und praktische wie theoretische Ansätze der einzelnen am Aufbau einer interdisziplinär angelegten Bildwissenschaft beteiligten wissenschaftlichen Disziplinen werden gegenwärtig intensiv und durchaus kontrovers diskutiert.
Innerhalb des Prozesses der Herausbildung einer Bildwissenschaft treffen unterschiedliche Forschungsansätze und -traditionen theoretischer wie methodischer Natur aus Geistes- und Sozial-, Kommunikations- und Medienwissenschaften, aber auch Naturwissenschaften aufeinander. Hierbei sind insbesondere die Disziplinen Volkskunde/Europäische Ethnologie, Medienwissenschaft, Kommunikationswissenschaft, Filmwissenschaft, Philosophie, Semiotik, Politikwissenschaft, Geschichtswissenschaft, aber auch Informatik (insbesondere Computervisualistik), Kognitionswissenschaft, Psychologie, Biologie, Physik und Medizin zu nennen. Die Öffnung des wissenschaftlichen Horizonts zielt dabei auf einen stärker interdisziplinär ausgerichteten Austausch und die Vernetzung der unterschiedlichen Fragestellungen und Methoden zu einer systematischen Bildwissenschaft.
Als Beispiele für die oftmals innerhalb der Disziplinen als kontrovers angesehenen Entwicklungen sollen hier die Fächer Kunstgeschichte, Europäische Ethnologie und Informatik vorgestellt werden:

### Bildwissenschaft und Kunstgeschichte
Das klassische Bild-Fach Kunstgeschichte, dessen Forschungsinteresse sich traditionell auf die künstlerischen Produkte der sogenannten Hochkultur konzentrierte und Bilder aus der sogenannten Massen- oder Popkultur auch zeitweilig ausschloss, steht in einem kritischen Verhältnis zu bestimmten Strömungen der Bildwissenschaft, insbesondere jenen, welche auf einen universellen oder historisch absoluten Bildbegriff hinarbeiten. Aus demselben Grunde forderten bereits in der ersten Hälfte des 20. Jahrhunderts kunsthistorische Schulen wie die Ikonologie oder Kunstwissenschaft die Analyse von jeglichem Bildmaterial ein und nutzten Methoden aus der Psychologie oder Soziologie.
Während populäre Kunsttheoretiker und -Kritiker der nachfolgenden Generationen wie Clement Greenberg den Bildbegriff wiederum im Sinne einer radikalen Autonomie der Kunst verhandelten, kamen spätestens in den 90er Jahren mit der sogenannten Ikonischen Wende (Iconic Turn) die Ideen Aby Warburgs und Erwin Panofskys erneut ins Gespräch. Kunstgeschichte verfolgt spätestens seit dieser Zeit das Ziel, aus den politischen oder religiösen Konflikten um Bilder („Bilderstreit“) deren spezifische Funktionen abzuleiten und dabei deutlich über eine obrigkeitlich organisierte oder sozial ausgezeichnete Hochkunst hinauszugehen (Warnke 1973/88; Bredekamp 1975).
Horst Bredekamp hat vor dem Hintergrund dieser Forschungstradition dazu aufgerufen, die Kunstgeschichte als paradigmatische Bildwissenschaft aufzufassen und entsprechend zu betreiben, also Kunstgeschichte als zentrale (und fachlich wie gegenständlich legitimierte) Bildwissenschaft aufzufassen.
Hingegen plädierte Hans Belting für eine radikale Erweiterung des wissenschaftlichen Forschungsgegenstandes, eine Integration der beiden Kunstgeschichtsschreibungen (nämlich die, die sich mit historischer und die, die sich mit moderner Kunst beschäftigt – beide sieht Belting als getrennt an) und eine eindeutig interdisziplinär ausgerichtete Bildforschung; hierzu solle sich die Kunstgeschichte sowohl methodisch wie auch theoretisch für den Austausch mit anderen Disziplinen öffnen, wie dies beispielsweise in der praktischen Museumsarbeit von Kunsthistorikern und Kuratoren und in der Denkmalpflege üblich geworden ist; dort sind bei der Erforschung und Bewertung eines Kunstwerks neben stilistischen und kunsthistorischen Gesichtspunkten naturwissenschaftliche Analysemethoden und zunehmend auch kulturhistorische und medienanalytische Methoden Standard.
In diesem Zusammenhang wurde die Hoffnung geäußert, dass diese methodischen und theoretischen Ansätze in Zukunft noch stärker in den universitären Lehrbetrieb Eingang finden, da ansonsten die Kunstgeschichte Gefahr liefe, ihre führende Rolle im Bereich der Bildwissenschaften an andere Disziplinen zu verlieren. Für die vergleichend arbeitende Kunstgeschichte als historische Bildwissenschaft ist die Arbeit mit Bildarchiven zentral, die zunehmend online genutzt werden (Prometheus, Census, Archive of Digital Art etc.).

### Bildwissenschaft und Bildtheorie
Lambert Wiesing betont in Die Sichtbarkeit des Bildes (2008), dass zwischen Bildwissenschaft und Bildtheorie unterschieden werden muss. Während in der Bildwissenschaft sämtliche historische und mediale Formen des Bildes erforscht werden, geht es in der Bildtheorie um die grundlegende Frage, was überhaupt ein Bild sei.
In der Bildwissenschaft geht es um konkrete Dinge, z. B. Bilder, deren Entstehung, psychologische Wirkungen oder mediale Voraussetzungen sowie inhaltliche und soziale Bedeutungen erforscht werden. Die Kunstgeschichte kann in diesem Sinne als „eigentliche“ Bildwissenschaft aufgefasst werden. Die theoretische Frage, was dagegen ein Bild sei, kann jedoch nicht durch empirische Untersuchungen, sondern nur durch die Philosophie beantwortet werden. Wer ein Bild erforscht, hat dies bereits als Bild aufgefasst.
Die Bildtheorie befasst sich aber nicht mit dem, was bereits als Bild kategorisiert wurde, sondern mit der Kategorisierung selbst. Der Bildtheorie geht es daher um den Begriff des Bildes selbst. Die Bildtheorie verlangt eine Antwort auf die Frage, „was damit gemeint ist, wenn etwas als Bild angesprochen wird oder welche Eigenschaften dieser Gegenstand haben muss, um ein Bild zu sein“. Im Gegensatz zur Bildwissenschaft verfolgt die Bildtheorie daher eine grundlegend andere – jedoch komplementäre – Fragestellung, bei deren Beantwortung „das konkrete Bild nicht als Forschungsgegenstand, sondern als Beispiel für prinzipielle Aussagen über Bildlichkeit vorkommt“.

### Bildwissenschaft und Ethnologie
Der für die Bildwissenschaft grundlegende Forschungsgegenstand „Bild“ wird innerhalb dieses Vermittlerfaches Ethnologie nicht nur auf externe, d. h. materiell fassbare und physisch wahrnehmbare Bilder (Objektivationen) wie Kunstwerke, Skulpturen, Werbeplakate, virtuelle Bilder beschränkt.
In Anlehnung an Ansätze aus den Fächern Soziologie, Medien- und Kommunikationswissenschaft, Psychologie, Physik, Medizin, Biologie, Theologie, Philosophie und Geschichte werden auch innere Bilder bzw. Bilder im Geist, wie bildhafte Erinnerungen, Vorstellungen, Vorurteile und Stereotype (Subjektivationen) in die ethnologische Bildforschung miteinbezogen und zueinander in Beziehung gesetzt. Weitere wichtige Forschungsschwerpunkte bilden Herstellungsmethoden, Distribution (Verbreitung und Vermarktung), Rezeption (Wahrnehmung) und Kommunikation (Weitergabe, Tradierung) von „Bildern“.
Der Forschungsgegenstand Bild wird dabei sowohl historisch (z. B. Hinterglasbildforschung) wie gegenwartsbezogen (z. B. Gewaltvideos, Virtuelle Welten im Internet) unter verschiedenen Gesichtspunkten (z. B. Handwerk, Industrie, Massenkunst, Stereotypforschung, Medienanalyse, Werbung etc.) untersucht. Die hierfür eingesetzten Methoden reichen vom Studium historischer Quellen, über verschiedene Interviewtechniken bis hin zur Onlineanalyse. Nicht zuletzt wird innerhalb der ethnologischen Bildforschung auch der Umgang und die Nutzung von Bildern als didaktischer Mittel und als Forschungsgegenstand innerhalb der eigenen wissenschaftlichen Disziplin kritisch untersucht und hinterfragt.

### Bildwissenschaft und Informatik
Der Informatiker Peter Schreiber sieht Bildwissenschaft als „Teil der Informatik, an dem bildliche Information in irgendeiner Weise beteiligt ist“. Schnittstellen sieht er unter anderem zu Mathematik, Logik, Informatik, Physik, Physiologie, Psychologie, Druck-, Film- und Videotechnik, Philosophie, Geschichte, Kunstgeschichte, Kunstwissenschaft, Volkskunde, Rechtswissenschaft und Soziologie. Neben der Computergrafik spielen Bilder in der Informatik auch im Bereich der digitalen Bildverarbeitung eine wichtige Rolle. Zudem beginnt diese Disziplin auch, sich zunehmend der Aufgabe der Informationsvisualisierung (grafischer Repräsentation von Daten, insbesondere großer Mengen davon) zu widmen.
Als informatisches Gegenstück der Bildwissenschaft werden all diese Bereiche seit neuerem unter der Bezeichnung „Computervisualistik“ zusammengefasst. Insofern die Informatik die begrifflichen Bestimmungen ihrer Anwendungsgebiete in eine spezielle (nämlich algorithmische) Formalisierung zu bringen versucht, die es ermöglicht, die in dem Anwendungsgebiet verwendeten argumentativen Zusammenhänge an Beispielfällen automatisch von einem Computersystem durchspielen zu lassen, spiegelt die Computervisualistik viele wesentlichen Aspekte der allgemeinen Bildwissenschaft auf die ihre eigene Weise wider und kann auf diese Weise ebenfalls zur begrifflichen Klärung innerhalb der Bildwissenschaft beitragen.

## Disziplinarität
Ausdehnungs- und Anwendungsgebiete einer möglichen universitären Disziplin unter dem Titel „Bildwissenschaft“ – die erste Professur für „Vergleichende Bildtheorie“ wurde 2001 von Franz-Joachim Verspohl an der Universität Jena eingerichtet und von Lambert Wiesing besetzt, die erste Professur der Nomination „Bildwissenschaft“ 2005 an der Donau-Universität mit Oliver Grau besetzt – sind weit gespannt und könnten theoretisch von der Analyse bildgebender Verfahren in der Medizin bis zur Gestaltung von Werbemitteln reichen; vom Begriff her könnte sie sämtliche Fächer einschließen und theoretisch zusammenführen, die sich mit Bildern befassen oder auf Grundlage bildlicher Medien Wissen generieren.
Darüber hinaus könnte sie sämtliche alltäglichen, künstlerischen oder medialen Aspekte der Bildgestaltung, -verwendung und -wahrnehmung einschließen und damit Fragen behandeln, die bereits seit längerem Gegenstand von Kunstgeschichte und Archäologie, Anthropologie, Psychologie, Ästhetik, Kulturwissenschaft, Visueller Kommunikation und Design sind.
Daher muss eine „Bildwissenschaft“ eine darüber hinausgehende engere oder allgemeinere Bestimmung ihrer Aufgaben vornehmen (vgl. auch „Programmatik“). Diese könnte beispielsweise bestehen in der
- Weiterentwicklung von Arbeitsinstrumenten für die (historisch) vergleichende Bildanalyse,
- Entwicklung von Gestaltungslehren für neue Medien,
- Entwicklung von Datenbank- und Archivierungsstrategien für visuelle Medienprodukte,
- Analyse bildgebender Verfahren,
- Vertiefung der interdisziplinären Forschung auf dem Gebiet der visuellen (speziell bildlichen) Denk-, Lern- und Verstehensprozesse,
- Erforschung historischer und gegenwärtiger Zusammenhänge der Produktion, Rezeption, Adaption, Manipulation und Distribution von Bildern,
- Theoretischen Präzisierung des Verhältnisses von Kunst und Bild.

## Programmatik
Eine zeitgemäße interdisziplinäre Bildwissenschaft muss den Forschungsgegenstand „Bild“ begrifflich möglichst weit gefasst definieren. Ein umfassender interdisziplinärer Austausch von Theorien und Methoden ist hierbei nötig.
Die noch immer zu findende qualitative Trennung von Kunst-Bildern und Bildern des Alltags, wie sie beispielsweise gegenüber Bildern in Massenmedien oder dem Internet verbreitet ist, ist generell aufzuheben. Die „Trennungslinien zwischen Bildern der Kunst und den Bildern des Konsums“ sind hierbei bei Erforschung des Phänomens „Bild“ zu verwerfen.
Ziel einer zeitgemäßen Bildwissenschaft ist die Bestimmung des Bildhaften als spezifische Kommunikationsform. Nach Schirra 2005 steht dabei nicht die Analyse bestimmter Bilder oder bildhafter Phänomene im Vordergrund, sondern das weitreichendere Forschungsinteresse, das auf diesen Analysen aufsetzt.
Kein Gegenstand ist jedoch aus sich heraus und an sich ein Bild, sondern wird innerhalb eines je spezifischen Umgangs- und Funktionszusammenhangs als solches verwendet. Für die Bildwissenschaft bedeutet das einerseits, dass sie sich grundlegenden Fragen der Fähigkeit zum Bildgebrauch zuwenden muss; die konkrete Anwendung dieser Fähigkeit in einer bestimmten Situation, welche die spezifischen Bedeutungen von Bildern in dem jeweiligen Funktions-Zusammenhang ausmacht und festlegt, spielt hierbei eine wichtige Rolle. Andererseits folgt daraus, die historischen Wandlungen des Bildes und seines Begriffs zu berücksichtigen, da diese sich aus konkreten künstlerischen Praktiken, ökonomisch-juristischen Diskursen oder theologischen und politischen Konflikten um Bilder und Bildhoheiten ableiten, durch die auch definiert wird, welchen individuellen oder gesellschaftlichen Status das Bild besitzt, welche Funktionen es erfüllt und welche Bedeutung ihm schließlich bei seiner Erforschung überhaupt zukommt (Bruhn 2003).

## Systematik
Der Volkskundler und Ethnologe Nils Arvid Bringéus hat 1982 in seinem Buch Volkstümliche Bilderkunde folgende Gliederung der Gegenstandsbereiche einer (ethnologischen) Bildforschung vorgeschlagen:
- „Bildbotschaft“ (religiöse Botschaften, moralische Botschaften, soziale Botschaften)
- „Bildstruktur“ (Bildsequenzen, Einzelbilder, Bildpaare, Kontrastbilder)
- „Bildveränderung“ (Weitergabe von Bildern, Modernisierung von Bildern, lokale und soziale Anpassung von Bildern, Funktionsaustausch von Bildern)
- „Bildmanipulation“ (Archaisierung, Verschönerung, Plagiate, Kompilate, Fabulate, Zitate)
- „Bildstabilität und Bildvariation“ (Bildvarianten, Bildbotschaften, Bildstruktur)
- „Bild und Erkenntnissuche“ (historischer Zusammenhang, Formensprache, Sachanalyse, Motivanalyse, Funktionsanalyse)
- „Bildbetrachter und Bildbotschaften“ (unterschiedliche Interpretationen und Nutzungen des gleichen Bildes durch unterschiedliche Bildbetrachter, Bsp. Die Schülerin – Ein Albumbild; Die Lehrerin – Ein Identifikationsbild; Der Kunstkritiker – ein Propagandabild; Der Ethnologe – Ein Spiegelbild menschlicher Kultur).[3]

Bringéus' Ansätze einer Systematik der ethnologischen Bildforschung unterscheiden sich nur unwesentlich von der Beschreibung des Gegenstandsbereichs einer allgemeinen Bildwissenschaft des Philosophen Klaus Sachs-Hombachs. Klaus Sachs-Hombach beschreibt diesen Gegenstandsbereich als „eine Disziplin, in der Bilder und Bildverwendungen in allen relevanten Bereichen und Aspekten beschrieben und, soweit möglich, durch geeignete grundlegende Prinzipien erläutert werden“. Er schlägt zu diesem Zweck – nach dem Vorbild der Sprachwissenschaft und Semiotik – eine Grobaufgliederung der Bildwissenschaft in die Bereiche Bildsyntax, Bildsemantik und Bildpragmatik vor.
Grundfragen einer Bildwissenschaft könnten zum gegenwärtigen Zeitpunkt programmatisch lauten: „Was ist ein Bild?“ „Wie und wozu werden Bilder verwendet?“, „Wie bestimmen Bilder den Alltag von Menschen?“, Wie „nehmen Bilder auf die Zeitlichkeit ihrer Betrachtung Einfluss“?, und „Was charakterisiert die Fähigkeit, überhaupt Bilder verwenden zu können?“.

## Visual studies
Die so genannten visual studies, synonym oft auch visual culture genannt, sind eine relativ junge geisteswissenschaftliche Disziplin, die sich den Phänomenen des Visuellen in modernen Kulturen widmet. Die visual studies sind aus den Ende des 20. Jahrhunderts im angelsächsischen Bereich entstandenen, an der Analyse von Populärkultur orientierten cultural studies hervorgegangen. Sie haben sich in den 1990er-Jahren zuerst im US-amerikanischen Raum etabliert, finden mittlerweile aber auch in Deutschland immer stärkere Beachtung.
Angesichts der ambivalenten Übersetzung des Begriffs „Bild“ ins Englische (picture/image) sowie aufgrund der spezifischen Diskussionssituation geht die englischsprachige Literatur derzeit im Gegenzug dazu über, die deutschen Beiträge ihrerseits unter dem deutschen Begriff „Bildwissenschaft“ zusammenzufassen.
Medien und Kunst, aber auch allgemeiner die kulturellen Aspekte des Sehens bilden das vielseitige Arbeitsfeld dieser Forschungsrichtung. Die visual studies umfassen einen großen Zeitrahmen und gehen über die Moderne bzw. Postmoderne hinaus. Einige Vertreter (u. a. James Elkins) betonen die Bedeutung naturwissenschaftlicher Aspekte.
Lehrveranstaltungen zum Thema Visual Studies werden u. a. angeboten in Bereichen der Kunstgeschichte, Englisch, Kulturwissenschaft, Ethnologie bzw. Anthropologie, Soziologie, Geschichtswissenschaft, Philosophie, Semiotik, Visuelle Kommunikation, Film- und Medienwissenschaft.

## Studienangebote
- Universität für Weiterbildung Krems, Zentrum für Bildwissenschaften, Krems, Niederösterreich, Österreich: Bildwissenschaft (MA), Fachvertiefung Visuelle Kompetenzen/Fotografie/Ausstellungsdesign/Digitales Sammlungswesen (berufsbegleitend); MedienKunstGeschichte MA (berufsbegleitend, in engl. Sprache)[17]

- Otto-von-Guericke-Universität Magdeburg, Magdeburg, Sachsen-Anhalt, Deutschland: Medienbildung: Visuelle Kultur und Kommunikation (BA, MA)[18][19]

- Georg-August-Universität, Göttingen, Niedersachsen, Deutschland: Bildkompetenz als Schlüsselqualifikation (BA)[20]

- Universität Basel, Basel, Schweiz: Kunstgeschichte und Bildtheorie (MA)[21]